# Neil Hamilton (homme politique)
Pour les articles homonymes, voir Hamilton et Neil Hamilton.
Mostyn Neil Hamilton est un homme politique britannique né le 9 mars 1949. Ancien barrister et enseignant, il se définit lui-même comme étant un écrivain ou acteur.

## Les débuts de la vie
Hamilton est né à Fleur-de-Lis, un village minier de Gwent près de Blackwood, au Pays de Galles. En 1960, il s'installe à Ammanford. Son père était ingénieur en chef au National Coal Board. Ses grands-pères étaient mineurs de charbon. Il grandit à Ammanford, dans le Carmarthenshire, et adhère au parti conservateur en 1964, à l'âge de 15 ans.

## Biographie
Neil Hamilton est né à Fleur-de-Lis, un petit village du Monmouthshire près de Blackwood. Il rejoint le Parti conservateur en 1964. Il est élu membre de la Chambre des communes pour Tatton en 1983.
Après le scandale Cash-for-questions, il perd son poste de député en 1997 et abandonne la politique jusqu’à son élection au National Executive Committee du UKIP, en 2011. Il est élu membre de l'Assemblée nationale du pays de Galles en 2016.
Il a participé au documentaire Tory! Tory! Tory! (en) diffusé par la BBC en 2006 et qui traite du thatchérisme.